# نان مكدونالد
نان مكدونالد (بالإنجليزية: Nan McDonald)‏ هي كاتِبة وشاعرة أسترالية، ولدت في 1921 في Eastwood, New South Wales ‏ في أستراليا، وتوفيت في 1974 في Mount Ousley, New South Wales ‏ في أستراليا.